# Justicia chalmersii
Justicia chalmersii är en akantusväxtart som beskrevs av Gustav Lindau. Justicia chalmersii ingår i släktet Justicia och familjen akantusväxter. Inga underarter finns listade i Catalogue of Life.